# Talayot d'Es Mestall
 (août 2023).
Le talayot d'Es Mestall est situé sur la commune d'Es Migjorn Gran sur l'île de Minorque dans l'archipel des Baléares en Espagne. L'édifice, daté de l'âge du fer, appartient à la culture talayotique.

## Description
Le talayot se dresse à environ 400 m au sud-ouest des talayots de Binicodrell. C'est un talayot de forme circulaire, d'un diamètre de 14,20 m pour une hauteur conservée de 4,30 m La porte d'entrée, de plain-pied, mesure 1,40 m de hauteur et 0,40 mde largeur. Elle donne accès à une salle interne de 7,40 m de diamètre
désormais inaccessible à la suite d'un effondrement. La plupart des talayots de Minorque ne comportant pas de pièce en rez-de-chaussée, mais uniquement à l'étage, cette caractéristique architecturale originale le rapproche plus des talayots de l'île voisine de Majorque.

## Protection
Le talayot d'Es Mestall est protégé en tant que bien d'intérêt culturel depuis 1966 sous le numéro d'enregistrement RI-51-0003678.